# South Sudan Liberation Movement

Das South Sudan Liberation Movement (SSLM) ist eine politische Bewegung und Miliz, die in der Region Upper Nile im Südsudan aktiv ist. Die Gruppe verkündete ihre Gründung im November 1999. Mitglieder waren Personen aus dem Volk der Nuer, die aus den Rebellengruppen der Sudan People’s Liberation Army (SPLA) und aus der Regierungsnahen South Sudan Defence Forces (SSDF) zusammengesetzt waren. Sie versammelten sich in Waat. Die SSLM erklärte sich im Zweiten Sudanesischen Bürgerkrieg für unabhängig, als dieser das sechzehnte Kriegsjahr erreichte. Der Name „South Sudan Liberation Movement“ wurde erst im folgenden Jahr angenommen und nimmt Bezug auf die ehemalige Bewegung Southern Sudan Liberation Movement, welche in den 1980ern aktiv war.

## Hintergrund
Die SSLM entstand im Kontext der verbreiteten Fraktionskämpfe in der ethnischen Gruppe der Western Nuer in Unity. Ein Friedensvertrag mit der Regierung war am 21. April 1997 unterzeichnet worden. Die regierungstreue SSDF-Miliz hatte sich jedoch in konkurrierende Fraktionen zersplittert. Anführer waren Riek Machar und Paulino Matip Nhial. Als Riek besiegt wurde, griffen regierungsnahe Milizen Zivilisten im Gebiet der Ölfelder im Südsudan an, woraufhin ein Flüchtlingsstrom von Nuer ins von der SPLA kontrollierte Gebiet von Bahr al-Ghazal zog. Mindestens zwei vorher regierungstreue Milizen der Nuer verbündeten sich mit der SPLA, während die wenigen Nuer, die dem politisch geschwächten Riek Machar blieben ebenfalls begannen, die Regierungsseite zu verlassen. Die Tatsache, dass Nuer-Flüchtlinge durch die von Dinka dominierte SPLA geschützt wurden, führte zu der ungewöhnlichen Konferenz in Wunlit, welche vom New Sudan Council of Churches ausgerichtet wurde. Die Sicherheit wurde durch die SPLA garantiert. Gruppen von Western Nuer und Dinka from Tonj, Rumbek und Yirol nahmen Teil und es wurde im März 1999 ein Friedensvertrag geschlossen um die ethnischen Kämpfe zu beenden. Die Bildung der SSLM wurde begleitet von der Ankündigung, dass die meisten Nuer formal mit der Regierung gebrochen hätten. Zwischen November 1999 und Januar 2000 führte die Gruppe den Namen Upper Nile Provisional Military Command Council (UMCC).

## Politische Aussagen
Die SSLM nahm in Anspruch, dass sie „zwei Hauptwege verfolgt, die Rechte der Völker des Südsudan auf Freiheit und Selbstbestimmung zu sichern“ („two avenues to assert the rights of the people of South Sudan to freedom and self-determination“). Die Gruppe bekräftigte, dass sie gerne Verhandlungen mit der Regierung des Sudan führen würde, bis eine akzeptable Friedensvereinbarung unterzeichnet würde und die Regierung ihre Überfälle im südlichen Sudan beendete. Aber das Naivasha-Abkommen vom 9. Januar 2005 wurde von der SSLM nicht als nachhaltig angesehen, außer, dass die internationale Gemeinschaft diese beaufsichtigte.

## Geschichte

### Neuerstehung 2011
Am 11. April 2011 veröffentlichte die SSLM ein Dokument, welches sie als Mayom Declaration bezeichnet, darin rief sie auf zu einer stärker inklusiven Regierung im Südsudan. Gewalttätigkeiten begannen mit einem Gemetzel der SPLA in Unity State, bei welcher mindestens 45 Personen getötet wurden. Das Militär sprach davon, dass 20 der Opfer Soldaten der Southern Army gewesen seien. Ein Sprecher der SSLA sagte, dass die Bewegung eine Waffenruhe mit der Regierung vereinbart habe.

### Amnestie 2013
Am 26. April 2013 verkündete die Südsudanesische Regierung, dass sie eine Amnestie für die Kämpfer der SSLA erlassen habe, und, dass 3.000 Männer, die gesamte Miliz, das Angebot angenommen habe. Sie hätten die Grenze von Sudan überschritten und etwa 100 Fahrzeuge mitgebracht (inklusive 37 Technicals mit Maschinengewehren und AA Guns). Präsident Salva Kiir begnadigte alle SSLA-Mitglieder, die ihre Waffen an die Sicherheitskräfte übergeben hatten. Die ehemaligen SSLA-Mitglieder wurden in die Streitkräfte des Südsudan integriert. Zwei andere Milizen ergriffen auch die Chance der Amnestie. Ein Sprecher der SSLA sagte: „Unsere Streitkräfte haben sich dem Friedensprozess mit der Armee des Südsudan angeschlossen“ („Our forces have joined the peace process with the South Sudan army“) und weil „Südsudan Entwicklung, Frieden und Vergebung benötigt, haben wir entschieden die Rebellion im Südsudan zu beenden.“ („because South Sudan needs development, peace and forgiveness, we have decided to end rebellion in South Sudan“). Die Übergabe fand in Mayom County, Unity State, statt und wurde vom Kommandanten der SSLA, Brigadier General Bapiny Monytuel angeführt. Die Kommandanten der SSLA sollten innerhalb einer Woche Präsident Kiir in Juba treffen um die Übergabefprmalitäten zu arrangieren.

### Bürgerkrieg im Südsudan 2013 bis 2018
Im Bürgerkrieg im Südsudan 2013 bis 2018 wurden ehemalige Einheiten der SSLA eingesetzt, die in die SPLA aufgenommen worden waren, um Rebellengruppen zu bekämpfen die gegenüber Riek Machar aus Bentiu loyal waren.